# Veracruz (stat)
Veracruz de Ignacio de la Llave, adesea prescurtat doar ca Veracruz, este unul din cele 31 de state federale ale Mexicului.  Capitala sa este orașul Xalapa. 